# Člověk moudrý
Člověk moudrý nebo rozumný (Homo sapiens) je jediným žijícím druhem rodu Homo. Někdy se k tomuto druhu ovšem kromě člověka současného typu zařazuje ještě neandertálský člověk. Pak je člověk současného typu nazýván Homo sapiens sapiens a neandertálec nazýván Homo sapiens neanderthalensis. Je pro něj charakteristické vertikální držení těla, rozumová inteligence a schopnost mluvit. Člověk je rovněž bytost, která si uvědomuje sama sebe, subjekt socio-historické činnosti a kultury.
Samec člověka se nazývá muž, samice žena, mládě člověka dítě.
Charakteristickým rysem dnešního člověka je schopnost vyrábět komplexní nástroje a použít je k ovlivnění svého okolí. Používání jednoduchých nástrojů je však známo i od jiných živočichů, a to nejen od zbylých zástupců nadčeledi Hominoidea (orangutanů, šimpanzů a goril), ale také například od některých druhů ptáků.
Termín lidstvo slouží jako souhrnné označení pro veškeré lidi na planetě.

## Evoluce

Historie rozšíření člověka (údaje jsou v letech před současností).

### Vývoj člověka z předků[2][3]
Postupný vznik a vývoj jednotlivých zástupců rodu Homo označujeme termínem antropogeneze a začíná asi před 8 miliony let v Africe, kdy žil společný předek lidí a šimpanzů, což jsou naši nejbližší žijící příbuzní. Potomci tohoto předka se rozdělili do dvou větví – jedné směřující k současným lidem a druhé vedoucí k dvěma dnes žijícím druhům šimpanzů.
Jedním z prvních zástupců zmíněné lidské linie byl Sahelanthropus tchadensis, který se objevil v miocénu nedlouho po oddělení lidské a šimpanzí linie. Po něm jsou z miocenního paleontologického záznamu známi ještě Orrorin tugenensis a Ardipithecus ramidus.
V pliocénu se na scéně, kromě málo známého druhu Kenyanthropus platyops, objevují australopitékové. V současnosti jich vědci rozlišují deset druhů: A. aethiopicus, A. afarensis, A. africanus, A. anamensis, A. bahrelghazali, A. boisei, A. deyiremeda, A. garhi, A. robustus, A. sediba. Hlavní část svého vývoje prodělali na počátku kvartéru, netušíme však, který zástupce rodu Australopithecus dal vzniknout prvním příslušníkům rodu Homo.
V antropologii lze rozlišit dva tradiční směry nahlížení na nálezy fosilních druhů rodu Homo. Tzv. rozdělovači se snaží každý mírně odlišný nález popsat jako nový druh, zato tzv. slučovači projevují naopak snahu označit každý nález buď za Homo erectus, či za Homo sapiens. Níže se budeme kompromisně držet nejčastěji udávaných druhů.
Prvními zástupci rodu Homo byli před cca 2,5 miliony let druhy Homo habilis a Homo rudolfensis, které vykazovaly ještě řadu primitivních znaků. Posléze se objevuje již pokročilejší druh Homo ergaster, snad potomek některého z dvojice prvních druhů, který jako první lidský předek opustí v době před 2 miliony let Afriku a na Předním východě dá vzniknout známému druhu Homo erectus, který už mj. ovládal oheň. Ten se následně rozšíří zpět do Afriky, ale také do většiny Eurasie a pronikne rovněž na ostrovy, kde se z něj vyvinou trpasličí formy Homo floresiensis a Homo luzonensis. Další objevené lidské druhy, africký Homo naledi a evropský Homo antecessor, jsou známy jen z několika nálezů.
V Evropě se před 600 tisíci lety objevuje Homo heidelbergensis a v Africe před 300 tisíci lety Homo rhodesiensis, což jsou nejspíše další potomci Homo erectus. První je považován za předka nejdéle známého fosilního druhu člověka Homo neanderthalensis a také dosud málo známých denisovanů, druhý z nich je možná mateřským druhem současného Homo sapiens, o němž pojednává tento článek. Homo sapiens se vyvinul před 200 tisíci lety (a možná dokonce i dříve) ve východní Africe, odkud se později v několika vlnách rozšířil do zbytku světa. Tato teorie vzniku současných populací Homo sapiens v Africe nese název Out-of-Africa. Dnes je nejčastěji uznávána její upravená podoba (někdy označovaná jako teorie difuzní vlny), která připouští, že náš druh se v Eurasii křížil s dalšími druhy lidí, které se zde již vyskytovaly, čímž se do genomu současných lidí dostaly také některé geny od neandertálců, děnisovanů, Homo heidelbergensis, Homo erectus i takzvaných hobitů.
Někteří odborníci dříve zastávali názor o polycentrickém původu moderního člověka. Tato tzv. multiregionální teorie předpokládala vznik současných populací nezávisle na sobě na různých místech světa z Homo erectus, který se z Afriky rozšířil již před 2 miliony let.

### Šíření člověka z Afriky[3][4]

Vývoj moderního člověka a dalších lidských druhů za posledních 600 000 let

Homo sapiens se vyvinul v období před 200 000 lety ve východní Africe nejspíš z druhu Homo rhodesiensis. Nejstarší příslušníci Homo sapiens jsou reprezentováni například nálezy od etiopské řeky Omo, které jsou alespoň 230 000 let staré. Některé severoafrické fosilie řazené k Homo sapiens staré až 300 000 let. však ukazují, že představy o vzniku H. sapiens a jeho prvotním šíření po africkém kontinentu musí být přehodnoceny.  Dříve byly nejstarší africké nálezy vyčleňovány do samostatného poddruhu Homo sapiens idaltu.
Asi před 140 000 lety žila v Africe žena označovaná jako mitochondriální Eva, která je posledním společným předkem všech současných lidí v mateřské linii. Od Evy se vývoj lidstva ubíral dvěma směry, jako sesterskou skupiny všech ostatních lidí označujeme jihoafrické Khoisany, kteří se vyznačují řadou velmi původních znaků a bývají označováni jako tzv. kapoidní rasa.
Příslušníci druhé lidské větve se ubírali severním směrem a dle rozdílů v mitochondriální DNA se postupně diferenciovali do šesti skupin, které představují dnešní Pygmejové (haploskupina L1), kúšitské populace (haploskupina L5), nigerokonžské populace (haploskupina L2), nilosaharské populace (haploskupina L6) a Hadzové (haploskupina L4). Těchto pět uvedených linií bývá sdružováno pod označením "negroidní rasa", ta je tím pádem však parafyletická, jelikož onu šestou linii tvoří populace haploskupiny L3 mitochondriální DNA, které později opustily Afriku a daly vzniknout zbylým lidským plemenům.
Nejprve (před 110 000 lety) však tyto populace pokračovaly podél Nilu na sever, čímž překročily Saharu a pronikly před 90 000 lety do oblasti Předního východu, kde se střetli s neandertálci, avšak v důsledku zhoršení klimatických podmínek nebyla nakonec tato migrační vlna úspěšná. Ostatky těchto migrantů nalezené na území Izraele byly dříve označovány jako samostatný poddruh Homo sapiens palestinus.
Úspěšné migrace z Afriky se lidstvo dočkalo až před 80 000 lety, kdy některé populace překročily úžinu Bab-al-Mandab a pokračovaly podél jižního pobřeží Asie na východ, kde se střetly s Homo erectus a Homo floresiensis. Šíření této tzv. pobřežní linie před 74 000 lety načas zastavil výbuch supervulkánu Toba na Sumatře. Poté, co se stavy populací opět stabilizovaly, rozdělili se migranti v jihovýchodní Asii do dvou linií. První si osvojila výrobu plavidel a námořní plavbu, což jí umožnilo před 45 000 lety kolonizovat Austrálii, Novou Guineu a melanéská souostroví. V této době hovoříme o vzniku australoidní rasy, která zahrnuje nejen obyvatele Austrálie a přilehlých ostrovů, ale také jihoasijské Drávidy a Negrity. Druhá větev pobřežních migrantů se vydala na sever, kde před 63 000 lety osídlila oblast dnešní Číny a dala vzniknout mongoloidní rase.
Vrátíme-li se zpět do Afriky, zjistíme, že před 50 000 vykročil do Eurasie i zbytek lidí s haploskupinou L3 mtDNA. Tento exodus však proběhl přes Sinajský poloostrov a v oblasti Předního východu došlo k utvoření europoidní rasy. Část těchto migrantů se vydala směrem do centrální Asie a obsadila oblasti Sibiře, střední Asie, Korejský poloostrov i Japonsko, kde se setkali s mongoloidy, jimiž byli nakonec asimilováni. Druhá část europoidních migrantů byla úspěšnější, obsadila Arabský poloostrov a Indii, odkud vytlačila přežívající příslušníky první migrace, a následně obsadila zpětně také sever Afriky. Třetí část migrantů pokračovala přes Kavkaz dále do Evropy, kde se střetla s Homo heidelbergensis a neandertálci, s nimiž se úspěšně křížila. Dříve byly nálezy archaických Homo sapiens v Evropě označovány jako zvláštní poddruh H. s. cromagnonensis.
Asijské populace s příměsí europoidních genů pokračovaly dále na sever a před 15 000 lety dosáhly přes Beringii po souši americké pevniny. Archeologický záznam čerpá především z nálezů v aljašské jeskyni Bluefish. Následný ústup zalednění umožnil lidem postupovat dále a vytvořit paleoeskymácké a paleoindiánské populace (typická je například cloviská kultura). Patagonie byla lidmi osídlena před 11 000 tisíci lety. Následně byla Amerika osídlena ještě několika vlnami migrantů z Asie. Do Jižní Ameriky se však člověk moderního typu dostal patrně již před asi 30 000 lety, jak ukazují nové objevy z Argentiny.
Kromě Ameriky osídlilo později mongoloidní plemeno také Oceánii, Nový Zéland a Madagaskar.
Jako poslední kontinent byla dosažena lidmi až v historické době Antarktida.

### Revoluce v evoluci lidstva[12]
V současnosti obývá naši planetu jediný lidský druh – Homo sapiens. Neadertálci i denisované vyhynuli asi před 35 000 lety a nejpozději před 13 000 lety je následoval také trpasličí Homo floresiensis. Názory o přežívání hobitů do novověku nejsou patřičně podloženy, avšak nelze vyloučit vliv tohoto druhu na vznik domorodých zkazek o mytických tvorech známých pod jmény Orang Pendek a Ebu Gogo.
Moderní lidé prodělali od svého vzniku do současnosti několik revolučních událostí, které měly signifikantní vliv na vývoj lidské kultury a chování. V období před 45 000 lety hovoříme v Evropě o lidské revoluci, která přinesla vznik uměleckého cítění u člověka (známé jsou malby v jeskyni Lascaux), ale také jeho všeobecný intelektuální rozvoj včetně konání nejrůznějších rituálů a vytvoření efektivnějších metod lovu. Obecně hovoříme o tzv. sapientaci.
Často zmiňovaná je neolitická revoluce, která začala před 10 tisíci lety v oblasti úrodného půlměsíce, odkud se posléze šířila do dalších oblastí. Jde o přechod od lovecko-sběračského stylu života k usedlému zemědělství. Je spojena s domestikací prvních zvířat a zušlechťováním planých rostlin. Proces tzv. neolitizace nezasáhl některé národy, například jihoafrické Sany.
V 18. století započal proces průmyslové revoluce, která je spojena především s industrializací, tj. vznikem prvních továren a přechodu od lidské práce k práci strojové.
V době téměř současné proběhly nedlouho po sobě revoluce energetická a informační. První označuje přechod k efektivnímu získávání energetických zdrojů, druhá současnou digitalizaci a rozvoj počítačů.

## Vývoj jedince
- prenatální období[13]
  - oplozené vajíčko (zygota) od oplození do konce 1. týdne[13]
  - embryo (zárodek) 2. týden – 8. týden[13]
  - fetus (plod) 9. týden – porod[13]
- novorozenecké období 1. den – 28 dní[13]
  - (perinatální období – doba porodu až 24 hodin po porodu)[13]
- kojenec 28 dní – 1 rok[13]
- batolecí období 1 rok – 3 roky[13]
  - mladší batolecí období 1–2 roky[13]
  - starší batolecí období 2–3 roky[13]
- předškolní období 3–6 (7) let[13]
- školní období 6 (7) – 15 let[13]
  - mladší školní období 6–11 let[13]
  - starší školní období 11–15 let (puberta)[13]
- dospívání – adolescence 15–20 let[13]
- dospělost 20–65 let[13]
  - mladší dospělost 20–35 let[13]
  - střední dospělost 35–50 let[13]
  - starší dospělost 50–65 let[13]
- stáří 65 a více let[13]
  - presénium (stárnutí) 65–75 let[13]
  - sénium (stáří) 75–85 let[13]
  - dlouhověkost nad 85 let[13]

V každé fázi ontogenetického vývoje můžeme pozorovat řadu změn. Tyto změny jsou dvojího druhu: růstové a vývojové. Oba procesy jsou primárně určeny dědičnými faktory, jejichž uplatnění však ovlivňují faktory prostředí.
V období stáří život jedince přirozeně končí smrtí. S mrtvým tělem je lidmi podle všeobecného etického kodexu zacházeno s velkou úctou a je spáleno nebo pohřbeno do země, a to s obřadem či výjimečně bez obřadu. Pro určení příčiny úmrtí lze před pohřbem provést pitvu.
Názvy jedinců podle stupně vývinu, stáří, příbuzenství a společenského postavení pak také jsou:
- Dítě (krajově též děcko) – označení obou pohlaví, zhruba do věku konce školního období (obecněji pak slovo vyjadřuje, že je jedinec potomkem své matky/otce)
- Dívka (též děvče, hovorově pak holka) – označení samičího pohlaví v období nejčastěji od začátku školního období do konce dospívání, ale může být použito i pro ranější fáze (holčička, děvčátko)
  - Slečna – označení děvčete či mladé ženy, která není vdaná
- Chlapec (též hoch, hovorově pak kluk) – označení samčího pohlaví v období nejčastěji od začátku školního období do konce dospívání, ale může být použito i pro ranější fáze (chlapeček)
- Žena (lidově též ženská) – označení samičího pohlaví v období od začátku dospělosti do smrti
  - Matka (též máma) – označení samičího pohlaví, které vyjadřuje, že je žena rodičkou dítěte
  - Stařenka – označení samičího pohlaví v období od začátku stáří do smrti
  - Babička – označení samičího pohlaví, které vyjadřuje, že dítě ženy je matkou/otcem, obecněji též synonymum pro stařenku
  - Paní – všednější společenský titul ženy od dospělosti
  - Dáma (též madam) – urozenější společenský titul ženy od dospělosti
- Muž (lidově též chlap) – označení samčího pohlaví v období od začátku dospělosti do smrti
  - Otec (též táta) – označení samčího pohlaví, které vyjadřuje, že je muž rodičem dítěte
  - Stařec – označení samčího pohlaví v období od začátku stáří do smrti
  - Dědeček – označení samčího pohlaví, které vyjadřuje, že dítě muže je matkou/otcem, obecněji též synonymum pro starce
  - Pan – společenský titul muže od dospělosti

## Anatomie člověka
- vytváří se brada
- zvětšení mozkovny
- malé nadočnicové oblouky
- zřetelný nos
- silně redukované ochlupení

Člověk dokáže krátkodobě (v rekordních případech) vyvinout rychlost až 44,7 km/h, přestože průměrně disponovaní jedinci vyvinou spíše jen rychlost kolem 28,4 km/h 

## Člověk v náboženství
Drtivá většina náboženských systémů (křesťanství, židovství, islám, hinduismus a mnohé další) připisují člověku nesmrtelnou duši. Ve většině teistických náboženství byl člověk stvořen Bohem či bohy. Podle židovského kalendáře, který Židé i některé křesťanské směry počítají od biblického stvoření světa, k tomuto stvoření mělo dojít asi před 5 700 roky.
- stvoření člověka
- duše

## Psychologie
- vnímání
- city
- vůle
- vědomí
- činnost

## Kultura
- postupně vznikl rod pokrevně příbuzných
- v jeskyních, chatách z kostí, paroží, větví
- sběr, specializovaný lov velké zvěře
- měl představy o „duši“ člověka ⇒ první pohřby (skrčená poloha, nástroje a zbraně mrtvého)
- řeč, schopnost myšlení
- lidská osobnost
- rodina
- společenské vztahy
- práce
- odpočinek

## Nástroje
Člověk je schopen dlouhodobého plánování činností, předávání znalostí. Díky tomu je schopen v průběhu generací průběžně vylepšovat nástroje. Mezi technologie, které člověk ovládl je:
Homo sapiens:
- Kamenné a kostěné nože
- Dokonalejší nástroje: hroty, škrabadla, rydla

Člověk dnešního typu:
- rozdělání ohně
- výroba nových lepších nástrojů pomocí již existujících nástrojů
- zpracování dřeva, kamene, výroby kovů a dalších materiálů
- vojenské technologie např. oštěpy, střelné zbraně, tanky, stíhací letouny, jaderné zbraně
- možnost přenášení a uchovávání informací na základě nástrojů písmo, knihtisk, telefon, radio, televize, internet
- Věda – Metoda systematického a racionálního poznávání skutečnosti a následná aplikace těchto poznatků.

## Genom

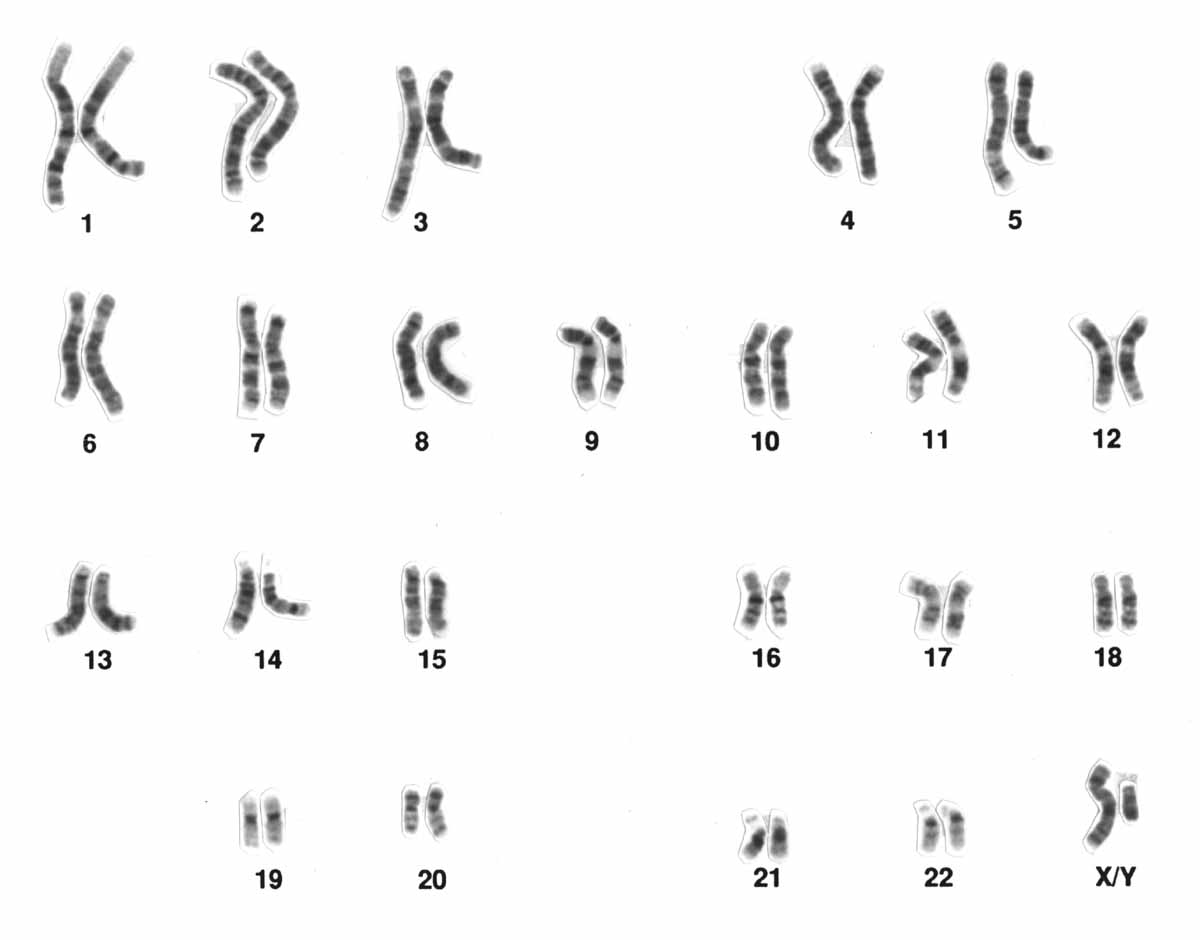
Karyotyp tělní buňky muže

Lidský genom je souhrn veškeré genetické informace zapsané v DNA uvnitř lidských buněk. Současný člověk je řazen mezi eukaryotické organizmy, a tak obsahuje DNA uvnitř buněčného jádra a dále ovšem i v mitochondriích (tzv. mitochondriální DNA). V jádře je však genetické informace nejvíce. V tělních buňkách se vyskytuje diploidní jaderný genom, což v praxi znamená, že každý gen je přítomen v buňce dvakrát (výjimkou jsou geny na pohlavních chromozomech u muže).
Lidská jaderná DNA, která se skládá v haploidním stavu z 3,2 miliardy párů bází (tedy 3,2 Gbp) a obsahuje 20–25 tisíc genů, což je mimochodem počet genů srovnatelný například s hlísticí Caenorhabditis elegans. Některé prameny udávají pouhých 18 000 genů. Jaderný genom je rozeset po 23 párech chromozomů, z toho jeden pár je představován pohlavními chromozomy X a Y. Samotné geny kódující bílkoviny však tvoří pouhých 1,5% genomu, zbytek představují buď geny kódující různé druhy RNA, nebo různé regulační sekvence, introny a tzv. junk DNA („odpadní“ DNA) bez známé funkce.